# Governatorato di Tambov
Il governatorato di Tambov (in russo Тамбовская губерния?) è stato una gubernija dell'Impero russo e poi dell'Unione Sovietica. Istituito nel 1796, esistette fino al 1937, il capoluogo era Tambov.